# لوسي بارسونز
لوسي بارسونز (بالإنجليزية: Lucy Parsons)‏ هي نقابية وصحفية أمريكية، ولدت في 1853 في تكساس في الولايات المتحدة، وتوفيت في 7 مارس 1942 في شيكاغو في الولايات المتحدة بسبب حريق. وتُذكر لكونها خطيبة قوية. دخلت بارسونز الحركة الراديكالية بعد زواجها من رئيس تحرير صحيفة، ألبرت بارسونز، وانتقلت معه من تكساس إلى شيكاغو، حيث ساهمت في صحيفة ذا ألارم، التي كان يحرر فيها.
ظلت بارسونز -بعد إعدام زوجها في عام 1887 بالتزامن مع قضية هايماركت- ناشطة أمريكية راديكالية رائدة، كمؤسِّسة لمنظمة العمال الصناعيين في العالم، وعضو في المنظمات السياسية الأخرى.

## السيرة الذاتية

### النشأة
وُلدت لوسي (أو لوسيا) إلدين غونزاليس في عام 1853، في بوفالو كريك، في تكساس، على الرغم من أنها أدرجت ولاية فرجينيا -باعتبارها مسقط رأسها- في شهادات ميلاد أطفالها. وُثِّقت أصولها بشكل سيئ، وقد قَدمت روايات مختلفة في أوقات مختلفة، لذلك يصعب أحيانا تصنيف الحقائق من الأكاذيب.
أُدرج أسماء والديها في شهادة وفاتها بالأسماء: بيدرو دياز وماريتس غونزاليس، المولودان في المكسيك. قد تكون وُلدت كعبده، لأبوين من أصل أمريكي أصلي، وأفروأمريكي، ومكسيكي. ولكنها نفت أي إرث أفريقي، مدعية فقط بالأصل الأمريكي والمكسيكي.
ربما تزوجت من أوليفر غاثينغ قبل عام 1871، لكنها تزوجت من ألبرت بارسونز في عام 1871، وهو جندي اتحادي سابق. أُجبروا على الفرار شمالا من تكساس، بسبب ردود أفعال غير متسامحة على زواجهم، الذي يُعتبر زواج بين الأعراق. استقروا في شيكاغو، في إلينوي.

### مهنتها كناشطة
وصفها قسم شرطة شيكاغو بأنها «أكثر خطورة من ألف مثير للشغب» في عشرينيات القرن الماضي. أصبحت بارسونز وزوجها منظِّمَين لاسلطوييَن فعالَين للغاية، انخرطوا أولا في الحركة العمالية في أواخر القرن التاسع عشر، ولكنهم شاركوا أيضا في النشاط الثوري باسم، السجناء السياسيين، والناس الملونين، والمشردين والنساء. بدأت الكتابة في مجلة ذا سوشياليست ومجلة ذا ألارم، وهي مجلة اتحاد فئات الشعب العاملة العالمي (آي دبليو بي أ.) التي أسستها وزوجها بارسونز، من بين آخرين في عام 1883. عملت بارسونز عن كثب مع صديقتها ومعاونتها ليزي هولمز، في السنوات الأولى من ثمانينيات القرن التاسع عشر، وقادت الاثنتان مسيرات للخياطات العاملات في شيكاغو.
قُبض على زوجها في عام 1886، الذي كان له دور كبير في تنظيم حملة يوم الثماني ساعات، وحُوكم وأُعدم في 11 نوفمبر في عام 1887، في ولاية إلينوي، بتهمة أنه تآمر في شغب هايماركت - الحدث الذي اعتُبر على نطاق واسع بمثابة مؤامرة سياسية والذي كان مؤشرا لبداية مظاهرات العمال في عيد العمال احتجاجا على ذلك.
دُعيت بارسونز للكتابة في مجلة الأناركية الفرنسية لي تيمب نوفو، وتحدثت بجانب ويليام موريس وبيتر كروبوتكين، أثناء زيارة لبريطانيا العظمى في عام 1888.
نشرت مجلة لفترة وجيزة في عام 1892، اسمها الحرية: مجلة شهرية شيوعية-أناركية ثورية. أُلقي القبض عليها مرات عديدة لإلقائها خطابات عامة أو لتوزيع مطبوعات أناركية. دخلت في صراع أيديولوجي مع بعض معاصريها، بمن فيهم إيما غولدمان، بسبب تركيزها على السياسة الطبقية خلال النوع الاجتماعي والنضال الجنسي.
شاركت في عام 1905، بتأسيس منظمة العمال الصناعيين في العالم (آي دبليو دبليو)، وبدأت بتحرير صحيفة لبيريتر، وهي صحيفة أناركية دعمت آي دبليو دبليو في شيكاغو. تحول تركيز لوسي بعض الشيء إلى الصراع الطبقي حول الفقر والبطالة، ونظمت مظاهرات شيكاغو عن الجوع في يناير عام 1915، والتي دفعت الاتحاد الأمريكي للعمل، والحزب الاشتراكي، ومنزل جين أدامز، للمشاركة في مظاهرة ضخمة في 12 فبراير، ونُقل عن بارسونز قولها: «إن تصوري عن إضراب المستقبل، ليس الإضراب والخروج والتضور جوعا، بل الإضراب والبقاء، والاستيلاء على الممتلكات اللازمة للإنتاج». توقعت بارسونز إضرابات الاعتصام في الولايات المتحدة، وبعد ذلك انتشر استيلاء مصانع العمال في الأرجنتين.
بدأت العمل في عام 1925، مع اللجنة الوطنية للدفاع عن العمل الدولي (1927)، وهي منظمة يقودها الشيوعيون، دافعت عن النشطاء العماليين، والأميركيين الأفارقة المتهمين ظلما، مثل شباب سكوتسبورو، وأنجيلو هيرندون. في حين أنه يوجد توافق عموما في معظم روايات السير الذاتية (بما في ذلك المتعلقة بمركز لوسي بارسونز، وآي دبليو دبليو، وجو نولز) حول انضمام بارسونز إلى الحزب الشيوعي في عام 1939، كان هناك بعض الخلاف، لا سيما في مقال غيل أهرينس "لوسي بارسونز: ثوريّة الغموض، أكثر خطورة من ألف مثير للشغب "، والتي يمكن العثور عليها في مجموعة المختارات الأدبية: لوسي بارسونز: الحرية والمساواة والتضامن. تشير أهرينز أيضا، في «لوسي بارسونز: الحرية والمساواة والتضامن: الكتابات والخطابات، 1878-1937»، إلى أن النعي الذي نشره الحزب الشيوعي بعد وفاتها لم يدعِّ أنها كانت عضو.

### الوفاة
استمرت بارسونز في إلقاء الخطابات النارية، في ساحة بوغهاوس في شيكاغو، في الثمانينات من عمرها، وألهمت ستادس تيركل. كان أحد آخر ظهوراتها الرسمية في هارفيست الدولية، في فبراير عام 1941.
توفيت بارسونز في 7 مارس عام 1942، في حريق منزل، في منطقة مجتمع أفوندال في شيكاغو. توفي حبيبها، جورج ماركستال، في اليوم التالي متأثرا بجراحه التي أصيب بها أثناء محاولته إنقاذها. اعتُقد أنها بلغت من العمر 89 عاما. صادرت الشرطة بعد وفاتها، مكتبتها التي تضم أكثر من 1500 كتاب وجميع أوراقها الشخصية. دُفنت بالقرب من زوجها، في مقبرة والدهايم (الآن مقبرة فورست هوم)، بالقرب من نصب ضحايا هايماركت، في فورست بارك، في إلينوي.
بيعت نسخة من كتاب ويليام موريس، علامات التغيير: سبع محاضرات أُلقيت في مناسبات مختلفة، في مزاد علني في إنجلترا في 15 أكتوبر عام 2015. سُجلت عبارة "إلى لوسي إي. بارسونز، من ويليام موريس، في 15 نوفمبر لعام 1888"، وهي تحمل طابع "ملكية مكتب التحقيقات الفيدرالي التابع لوزارة العدل الأمريكية"، وطابع "الفائض من مكتبة الكونغرس طبق الأصل"، وأظهرت بعض أوراقها آثار أضرار الدخان.

### الإرث والإشادات والنصب التذكارية
تأسس مركز لوسي بارسونز في عام 1970 في بوسطن، في ماساتشوستس. لا يزال بمثابة مكتبة راديكالية مدارة جماعيا، ودار معلومات.
الفيلم القصير عام 1989، لوسي بارسونز تلتقي ويليام موريس: تاريخ خفي، من تأليف وإخراج وإنتاج روث دونلاب بارتليت (المعروف أيضًا باسم هيلينا ستيفنز)، ويتخيل زيارة لوسي بارسونز للندن في عام 1888.
قام فنان محلي من شيكاغو بتنصيب نصب تذكاري لبارسونز في ويكر بارك، في التسعينيات. سمّت مدينة شيكاغو حديقة باسمها في عام 2004.
عُرض كتاب يرجع للوسي بارسونز في جزء من البث الإذاعي العام للمسلسل التلفزيوني محققو التاريخ، في 16 يوليو عام 2007. وتحدد خلال هذا الجزء، أن كتاب السيرة الذاتية لألبيرت بارسون مع غيره من الكتب، تناول حياة وأثر أوغست سبايس، وكان على الأرجح نسخة نشرتها وباعتها بارسونز، كوسيلة لجمع الأموال لمنع إعدام زوجها. قدم الجزء أيضا خلفية عن حياة بارسونز وقضية هايماركت.

## وصلات خارجية
- لوسي بارسونز على موقع إن إن دي بي (الإنجليزية)